# الهاگی تورای سیسای
الهاگی تورای سیسای (انگلیسی: Alhagi Touray Sisay؛ زادهٔ ۳۱ دسامبر ۱۹۹۹) بازیکن فوتبال اهل انگلستان است.